# Смирновский переулок (Таганрог)
Смирновский переулок — переулок в центральной исторической части Таганрога. Начинается от улицы Фрунзе (площадь Восстания) и проходит по городу с северо-востока на юго-запад до побережья Таганрогского залива. Протяжённость 2580 м. Нумерация домов ведётся ниже улицы Фрунзе ( грунтовая дорога по направлению к ул.Петровской. Там расположены дома с адресами Смирновский пер., дд. 1, 2, 3. Трамвайные пути проложены от ул. Фрунзе до Инструментальной улицы.

## История
Переулок назван в честь рабочего-большевика В. С. Смирнова в 1922 году. Кладбищенским переулок назывался в связи с расположенным в близости от него Старым городским кладбищем (закрыто для захоронений в 1971 году). Ранее переулок назывался Барьерным, а во время немецкой оккупации — Севастопольским.

## По переулку расположены
- Вещевой рынок «Радуга»[3][4].
- Стадион «Радуга»[3][5].
- Таганрогский молокозавод[6].
- Круглый дом — Александровская ул., 107 (угол Смирновского переулка и Александровской улицы)[7].
- Трамвайно-троллейбусное управление — Смирновский пер., 52[8].
- Кирпичный завод — Смирновский пер., 118[9].

## Памятники
- На пересечении Смирновского переулка и Александровской улицы установлен бюст В. С. Смирнова. Первый вариант памятника был открыт в январе 1958 года в честь 40-летия установления в городе советской власти. Автор бюста — скульптор В. В. Руссо. В 1980 году бюст заменили на новый работы скульптора Б. Чаркина[10].